# Église Saint-Mammès de Turny
L'église de Turny est une église située à Turny, en France.

## Localisation
L'église est située dans le département français de l'Yonne, sur la commune de Turny.

## Description
L'édifice appartient au style gothique flamboyant.

## Historique
Le monument est sorti de terre au XVIe siècle sur l'initiative des Hospitaliers de Saint-Jean-de-Jérusalem, alors patrons de la paroisse. 
L'édifice est classé au titre des monuments historiques en 1913.